# 高城俊男
高城 俊男（たかじょう としお、1916年 - 1997年10月31日）は、昭和時代後期から平成時代にかけて活動した日本の作詞家。俳号は渓水（けいすい）。

## 来歴
1916年（大正5年）、鹿児島県鹿児島郡伊敷村大字小山田（現在の鹿児島市小山田町）で農家の長男として出生。鹿児島工業学校在学中に漫画家を志し、卒業後に上京して田河水泡から弟子入りを認められアシスタントとして活動したが、実家から呼び戻されたためデビューを断念し私立校の教員となった。
鹿児島へ帰郷したのち1950年（昭和25年）に公募展で入選してから作詞家として活動するようになり、1972年（昭和47年）には市が第27回太陽国体の開催を記念して懸賞公募した「鹿児島市民歌」で応募作が入選したのを始め公募や依頼で生涯に約140曲を作詞している。特に県内の公立中学校では16校の校歌を作詞しており、代表作の「西郷音頭」は久保浩の歌唱により東宝レコードからシングル盤が発売された。
1997年（平成9年）10月31日に胃癌のため死去。享年82（満81歳没）。指宿市立指宿商業高等学校の創立50周年記念歌が遺作となり、葬儀の当日に表彰式が行われた。

## 主な作品
- 鹿児島市民歌（作曲：中田喜直）
- 西郷音頭（作曲：土肥寛展）[3]
- 出水音頭[2]
- 小山田音頭[2]

### 校歌
注記の無い学校は鹿児島県。
- 鹿児島市立長田中学校
- 鹿児島市立河頭中学校
- 鹿児島市立桜島中学校
- 鹿児島市立和田中学校
- 鹿児島市立緑丘中学校
- 出水市立出水中学校
- 笠岡市矢掛町中学校組合立小北中学校（岡山県）
- 鹿児島市立牟礼岡小学校
- 南九州市立中福良小学校